# Plateau de Kaibab

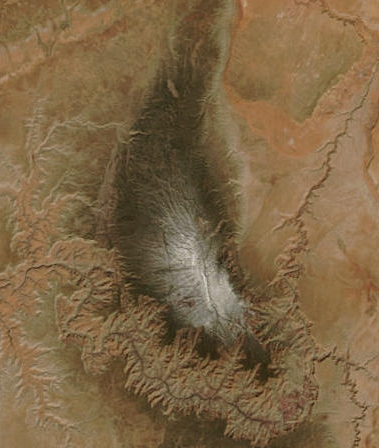
Le plateau de Kaibab, vu depuis l'espace

Le plateau de Kaibab se trouve au nord de l'État de l'Arizona ( États-Unis). Il fait partie d'un ensemble plus étendu, le Plateau du Colorado. Le Grand Canyon marque sa limite sud. Le Plateau de Kaibai culmine à 2 817 mètres au-dessus du niveau de la mer ; il se retrouve souvent enneigé en hiver. On distingue deux régions : la Forêt nationale de Kaibab d'une part et la rive nord du Grand Canyon de l'autre. La végétation se compose de trembles, pin ponderosa et de genévriers. Les forêts abritent une espèce endémique d'écureuil (écureuil de Kaibai).